# Lao động nước ngoài

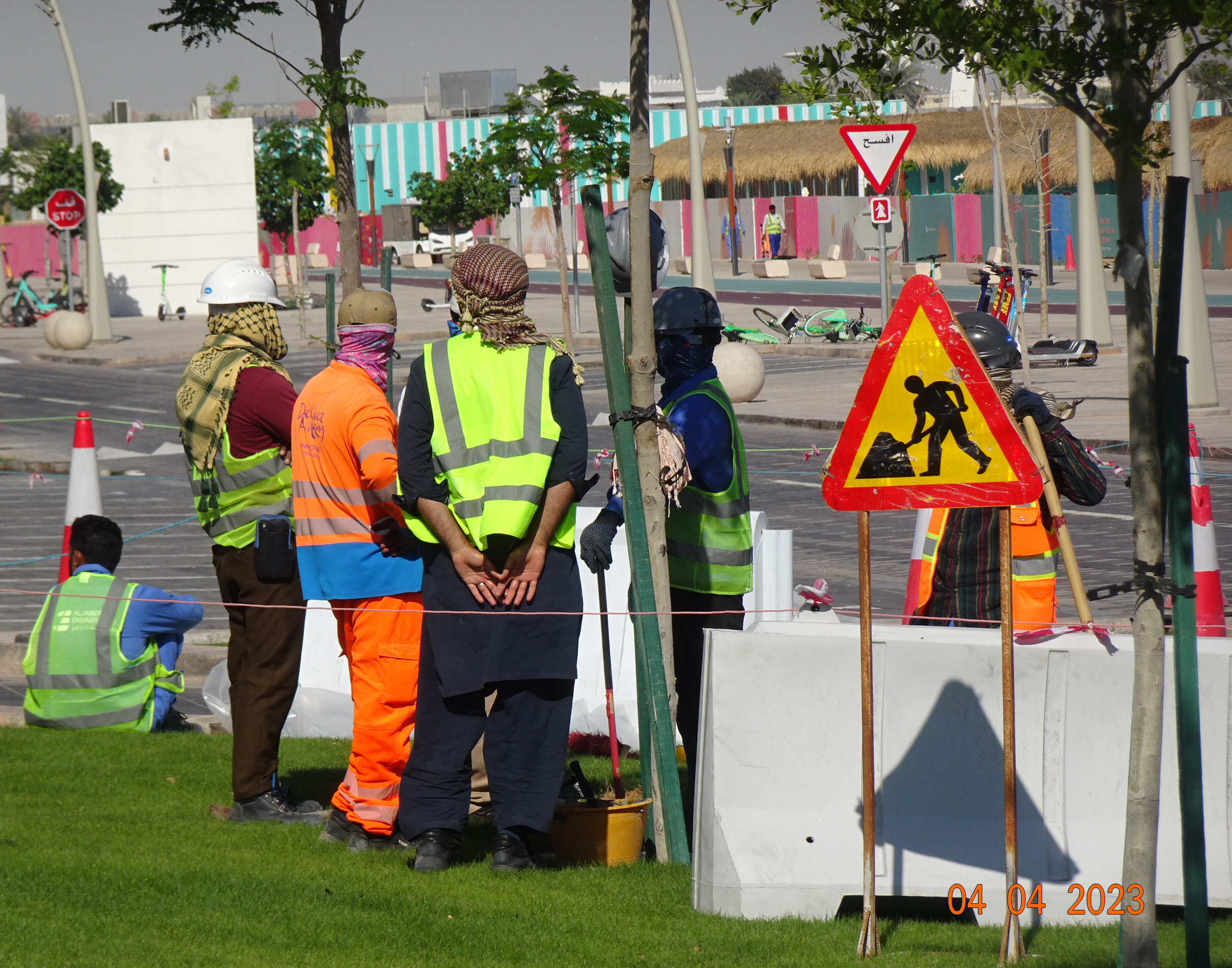
Lao động nước ngoài ở Qatar

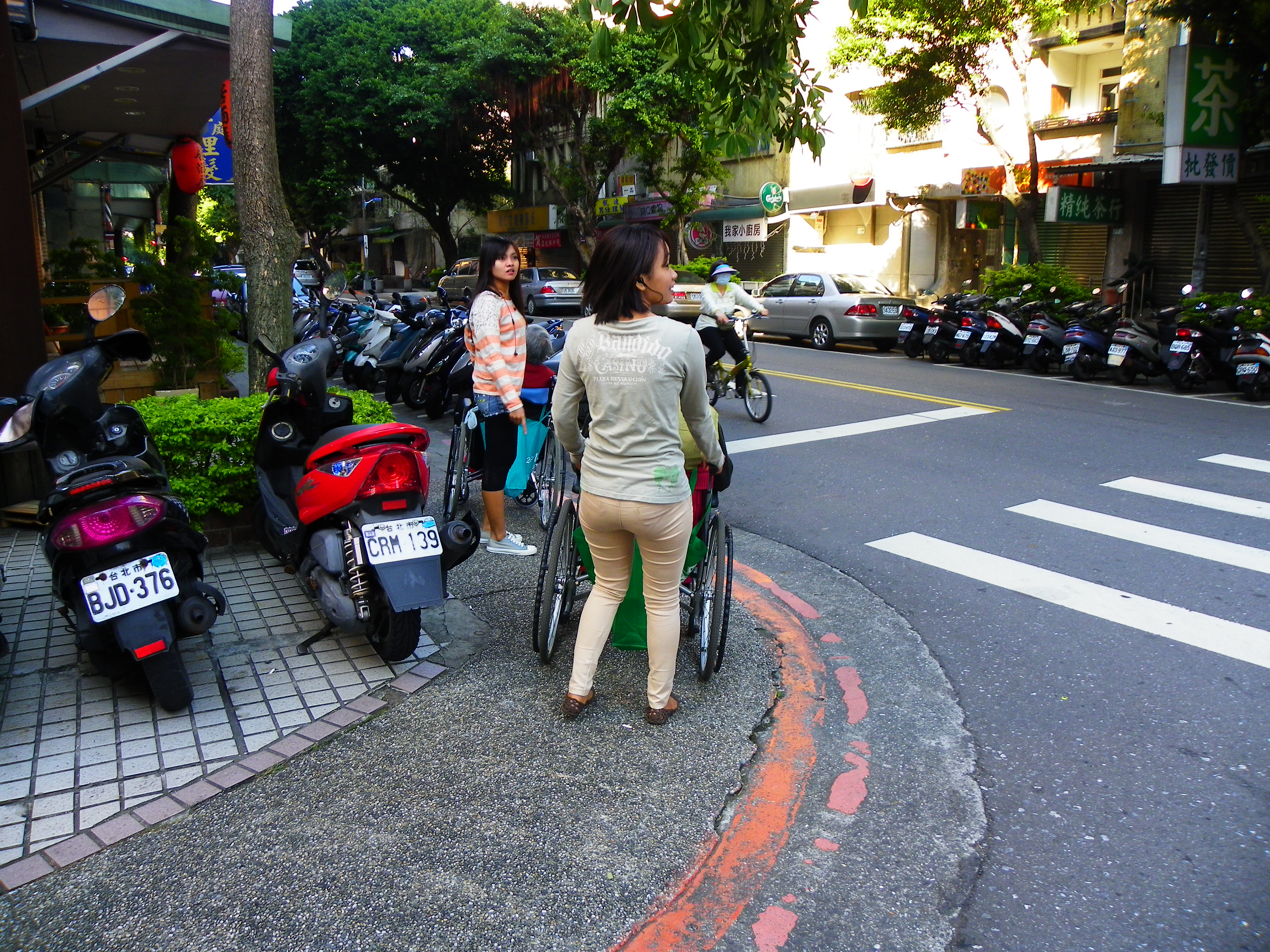
Hai lao động nước ngoài ở Đài Loan

Lao động nước ngoài (Foreign worker) là những người làm việc ở một quốc gia khác với quốc gia mà họ là công dân. Một số lao động nước ngoài sử dụng chương trình lao động khách mời (xuất khẩu) ở một quốc gia có triển vọng việc làm được quan tâm tìm kiếm cơ hội hơn so với quốc gia quê hương của họ. Lao động nước ngoài thuộc diện lao động xuất khẩu thường được cử đi hoặc được mời làm việc bên ngoài quốc gia quê hương của họ hoặc đã có việc làm trước khi rời khỏi quốc gia quê hương, trong khi đó những người lao động di cư nước ngoài thường rời khỏi quốc gia quê hương của họ mà không có triển vọng việc làm cụ thể mà phải bắt đầu kiếm việc khi nhập cảnh, kể cả nhận làm những công việc bất hợp pháp hoặc bị cấm ở các quốc gia sở tại mà họ nhập cảnh.
Hàng chục triệu người trên khắp thế giới làm việc với tư cách là lao động nước ngoài. Tính đến năm 2018, theo báo cáo từ Cục Thống kê Lao động Hoa Kỳ, ước tính có khoảng 28 triệu lao động sinh ra ở nước ngoài tại Hoa Kỳ nơi thu hút hầu hết người nhập cư từ Mexico, bao gồm 4 hoặc 5 triệu người lao động không có giấy tờ. Người ta ước tính rằng có khoảng 5 triệu người lao động nước ngoài sống ở phía tây bắc Châu Âu, nửa triệu người ở Nhật Bản và khoảng 5 triệu người ở Ả-Rập Xê-út. Từ tháng 1 đến tháng 6 năm 2019, có 2,4 triệu người nước ngoài đến làm việc tại Nga. Một số lượng người phụ thuộc tương đương có thể đi cùng với người lao động nước ngoài. Một số công nhân nước ngoài di cư từ các thuộc địa cũ đến một thủ đô thuộc địa cũ (ví dụ như Pháp) Di cư theo dòng di cư có thể hoạt động trong việc xây dựng cộng đồng lao động nước ngoài nhập cảnh. Nhiều lao động nước ngoài là những công nhân lành nghề, những chuyên gia nước ngoài có chuyên môn, kỹ thuật cao mà mặt bằng các quốc gia sở tại chưa cung ứng được những lao động có chất lượng tương ứng.

## Trên thế giới

### Châu Mỹ

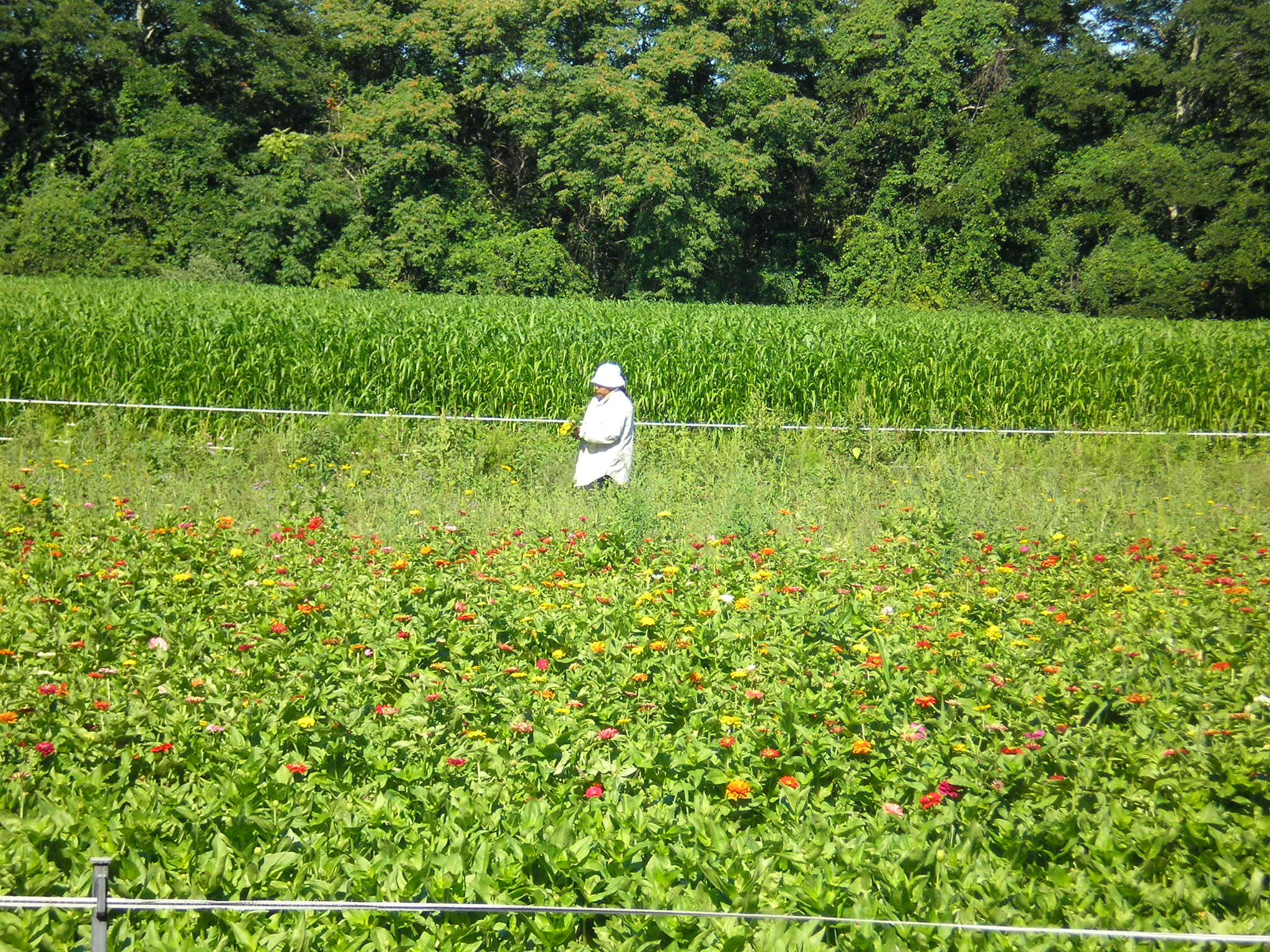
Một lao động nước ngoài ở Mỹ đang làm công việc đồng áng

Ở Canada thì người nước ngoài được phép nhập cảnh Canada tạm thời nếu họ có thị thực du học, đang xin tị nạn hoặc sở hữu giấy phép đặc biệt. Tuy nhiên, loại lớn nhất được gọi là Chương trình lao động nước ngoài tạm thời (TFWP), theo đó người lao động được chủ lao động đưa đến Canada để làm những công việc cụ thể. Năm 2000, Trung tâm lao động nhập cư được thành lập tại Montreal, Québec. Năm 2006, thống kê có 265.000 công nhân nước ngoài làm việc tại Canada. Trong số những người trong độ tuổi lao động, có mức tăng 118% so với năm 1996. Đến năm 2008, lượng người nhập cư không thường trú (399.523, phần lớn là TFW) đã vượt qua lượng người nhập cư thường trú (247.243). Để thuê lao động nước ngoài, các nhà tuyển dụng Canada phải hoàn thành Đánh giá tác động thị trường lao động do Bộ Lao động và Phát triển xã hội Canada quản lý.
Hoa Kỳ cấp một số thị thực nhập cư dựa trên việc làm. Bao gồm thị thực H-1B để tuyển dụng lao động nước ngoài vào các nghề nghiệp đặc biệt tạm thời và thị thực H-2A cho công việc nông nghiệp tạm thời. Hơn một triệu người nhập cư không có giấy tờ làm việc trong ngành nông nghiệp tại Hoa Kỳ, trong khi khoảng 250.000 người được cấp thị thực H-2A, tính đến năm 2019. Người lao động thẻ xanh là những cá nhân đã yêu cầu và nhận được quyền thường trú hợp pháp từ chính phủ Hoa Kỳ và có ý định làm việc lâu dài tại Hoa Kỳ. Chương trình Diversity Immigrant Visa của Hoa Kỳ cho phép cấp tới 50.000 thị thực nhập cư mỗi năm. Sự trợ giúp này tạo điều kiện cho những công dân nước ngoài có tỷ lệ nhập cư vào Hoa Kỳ thấp có cơ hội tham gia vào đợt rút thăm ngẫu nhiên để có thể xin được thị thực nhập cư.

### Châu Âu
Thụy Sĩ không còn là một vùng nông thôn thuần túy của dãy An-pơ mà đã trở thành một lực lượng tiên phong của châu Âu trong nhiều ngành công nghiệp khác nhau vào thời điểm đó, đầu tiên là dệt may, sau đó là các ngành công nghiệp cơ khí và hóa chất. Từ giữa thế kỷ XIX, chủ yếu là các học giả người Đức, những người tự kinh doanh và thợ thủ công, nhưng cũng có cả người Ý, những người tìm được việc làm trong khoa học, công nghiệp, xây dựng và xây dựng cơ sở hạ tầng đã di cư đến Thụy Sĩ. Ở Đức Quốc xã, từ năm 1940 đến năm 1942, Tổ chức Todt bắt đầu dựa vào công nhân nhập khẩu, tù nhân quân sự, Zivilarbeiter (công nhân dân sự), Ostarbeiter (công nhân miền Đông) và Hilfswillige ("tình nguyện") công nhân tù binh chiến tranh. Giai đoạn di cư đáng kể của những người lao động nhập cư trong thế kỷ 20 bắt đầu ở Đức vào những năm 1950, khi nước Đức có chủ quyền, kể từ năm 1955 sau nhiều lần chịu áp lực từ các đối tác NATO, đã nhượng bộ trước yêu cầu chấm dứt cái gọi là Thỏa thuận Anwerbe (tiếng Đức: Anwerbeabkommen). Kế hoạch ban đầu là nguyên tắc luân phiên là tạm trú (thường là hai đến ba năm), sau đó trở về quê hương. Nguyên tắc luân chuyển tỏ ra không hiệu quả đối với ngành công nghiệp vì những người thiếu kinh nghiệm liên tục thay thế những công nhân có kinh nghiệm. Các công ty đã yêu cầu ban hành luật để gia hạn giấy phép cư trú.

### Châu Á
Ở Châu Á, một số quốc gia ở Nam Á và Đông Nam Á cung cấp lao động. Điểm đến của họ bao gồm Nhật Bản, Hàn Quốc, Hồng Kông, Đài Loan, Singapore, Brunei và Malaysia. Một cuộc điều tra của Greenpeace năm 2020 đã tìm thấy bằng chứng đáng kể về việc lạm dụng lao động nước ngoài trong ngành đánh bắt cá xa bờ của Đài Loan. Tập đoàn Đài Loan FCF đã bị chỉ trích vì có liên quan đến đánh bắt cá bất hợp pháp và lao động cưỡng bức. Năm 1973, sự bùng nổ dầu mỏ ở khu vực Vịnh Ba Tư (UAE, Oman, Ả Rập Xê Út, Qatar, Kuwait và Bahrain, tạo nên Hội đồng hợp tác vùng Vịnh), đã tạo ra nhu cầu lao động chưa từng có trong các lĩnh vực dầu mỏ, xây dựng và công nghiệp. Sự phát triển đòi hỏi một lực lượng lao động. Nhu cầu này được đáp ứng bởi những người lao động nước ngoài, chủ yếu là những người từ các quốc gia Ả Rập, sau đó chuyển sang những người từ các nước Châu Á - Thái Bình Dương.
Ở Việt Nam, lao động nước ngoài pháp lý hóa tại Bộ luật Lao động năm 2019. Theo đó, người lao động nước ngoài làm việc tại Việt Nam là người có quốc tịch nước ngoài và phải đáp ứng các điều kiện gồm phải đủ 18 tuổi trở lên và có năng lực hành vi dân sự đầy đủ; có trình độ chuyên môn, kỹ thuật, tay nghề, kinh nghiệm làm việc; có đủ sức khỏe theo quy định của Bộ trưởng Bộ Y tế; không phải là người đang trong thời gian chấp hành hình phạt hoặc chưa được xóa án tích hoặc đang trong thời gian bị truy cứu trách nhiệm hình sự theo quy định của pháp luật nước ngoài hoặc pháp luật Việt Nam. Thời hạn của hợp đồng lao động đối với người lao động nước ngoài làm việc tại Việt Nam không được vượt quá thời hạn của Giấy phép lao động. Khi sử dụng người lao động nước ngoài làm việc tại Việt Nam, hai bên có thể thỏa thuận giao kết nhiều lần hợp đồng lao động xác định thời hạn.Người lao động nước ngoài làm việc tại Việt Nam phải tuân theo pháp luật lao động Việt Nam.
Theo quy định thì lao động nước ngoài phải có giấy phép lao động do cơ quan nhà nước có thẩm quyền của Việt Nam cấp. Ngoại lệ là các trường hợp người lao động nước ngoài làm việc tại Việt Nam không thuộc diện cấp giấy phép lao động gồm: Là chủ sở hữu hoặc thành viên góp vốn của công ty trách nhiệm hữu hạn có giá trị góp vốn theo quy định. Là Chủ tịch Hội đồng quản trị hoặc thành viên Hội đồng quản trị của công ty cổ phần có giá trị góp vốn theo quy định. Là Trưởng văn phòng đại diện, dự án hoặc chịu trách nhiệm chính về hoạt động của tổ chức quốc tế, tổ chức phi chính phủ nước ngoài tại Việt Nam. Vào Việt Nam với thời hạn dưới 03 tháng để thực hiện chào bán dịch vụ. Vào Việt Nam với thời hạn dưới 03 tháng để xử lý sự cố, tình huống kỹ thuật, công nghệ phức tạp nảy sinh làm ảnh hưởng hoặc có nguy cơ ảnh hưởng tới sản xuất, kinh doanh mà các chuyên gia Việt Nam và các chuyên gia nước ngoài hiện đang ở Việt Nam không xử lý được. Là luật sư nước ngoài đã được cấp Giấy phép hành nghề luật sư tại Việt Nam. Người nước ngoài kết hôn với người Việt Nam và sinh sống trên lãnh thổ Việt Nam.
Mức sống của người dân các nước Tây Á tăng lên cũng tạo ra nhu cầu về người giúp việc trong gia đình. Kể từ những năm 1970, lao động nước ngoài đã chiếm tỷ lệ lớn trong dân số ở hầu hết các quốc gia trong khu vực Vịnh Ba Tư. Sự cạnh tranh ngày càng tăng với người dân trong nước trong lĩnh vực việc làm, cùng với những khiếu nại về cách đối xử với lao động nước ngoài, đã dẫn đến căng thẳng gia tăng giữa người dân trong nước và người nước ngoài tại các quốc gia này. Chuyển tiền đang trở thành nguồn tài trợ bên ngoài nổi bật cho các quốc gia đóng góp lao động nước ngoài cho các quốc gia GCC. Trung bình, những quốc gia nhận được nhiều tiền nhất trên toàn cầu là Ấn Độ, Philippines và Bangladesh. Năm 2001, 72,3 tỷ đô la đã được chuyển về nước xuất xứ của lao động nước ngoài, tương đương 1,3% GDP thế giới. Nguồn thu nhập này vẫn có lợi vì kiều hối thường ổn định hơn dòng vốn tư nhân. Bất chấp sự biến động của nền kinh tế các quốc gia GCC, số tiền kiều hối thường ổn định. Việc chi tiêu kiều hối được nhìn nhận theo hai cách. Về cơ bản, kiều hối được gửi đến gia đình của những người lao động nước ngoài. Mặc dù thường được dùng để tiêu dùng, kiều hối cũng được chuyển hướng sang đầu tư. Đầu tư được nhìn nhận là dẫn đến việc tăng cường cơ sở hạ tầng và tạo điều kiện thuận lợi cho việc đi lại quốc tế. Với bước nhảy vọt về thu nhập này, một lợi ích đã được nhìn thấy là cải thiện dinh dưỡng trong các hộ gia đình của người lao động di cư. Các lợi ích khác là giảm tình trạng thiếu việc làm và thất nghiệp.